# Korab-hegy
A Korab-hegy (albánul: Maja e Korabit, macedónul: Голем Кораб [Golem Korab]) hegycsúcs Albánia és Észak-Macedónia határán, a Korab legmagasabb csúcsa. 2764 méteres tengerszint feletti magasságával mindkét ország legmagasabb pontja. 2011 óta az albán oldal a Korab-Koritnik Nemzeti Park része. Képe Észak-Macedónia címerében is megtalálható.

## Földrajza
A Korab-csúcs a Korab-hegység legmagasabb pontja. Gyakorlatilag kettős csúcs: a Korabtól mindössze 150 méterre északnyugatra, albán területen található a második legmagasabb csúcs, a 2756 méteres Korab II (nincs külön neve). Ugyanezen a gerincen helyezkedik el két másik 2700 fölötti hegy, a Shulani i Radomirës és a Korab III. Valamivel messzebb több, névtelen vagy elnevezett hegycsúcs is megtalálható, amelyek elérik a 2700 métert. Két kilométerre délnyugatra helyezkedik el a Korab-kapu (Maja e Portat Korabit / Korapska Mala vrata), amely 2727 méteren van, innen pár száz méterre délre pedig a 2718 méter magas Moravai-hegy (Maja e Moravës).
A csúcsok között tektonikus hasadékvölgyek futnak kelet felé, a macedón oldalán fekvő Radika folyó irányába. Meredek sziklafalaik akár 500 méteresek is lehetnek. 
Legkönnyebben délkelet, Észak-Macedónia felől közelíthető meg, a füves lejtőkön a birkanyájak is egészen magasra felmerészkednek. Megmászásához albán oldalról nem kérnek engedélyt, de a macedón oldalon elvileg belügyminisztériumi engedély szükséges a határzónába való belépéshez. A gyakorlatban azonban sok hegymászó nem váltja ki az engedélyt. A két ország hatóságai nem engedélyezik az itteni határátlépést, ezért nem megoldható az egyik oldalon felmászó, másik oldalon leereszkedő túra.

## Galéria

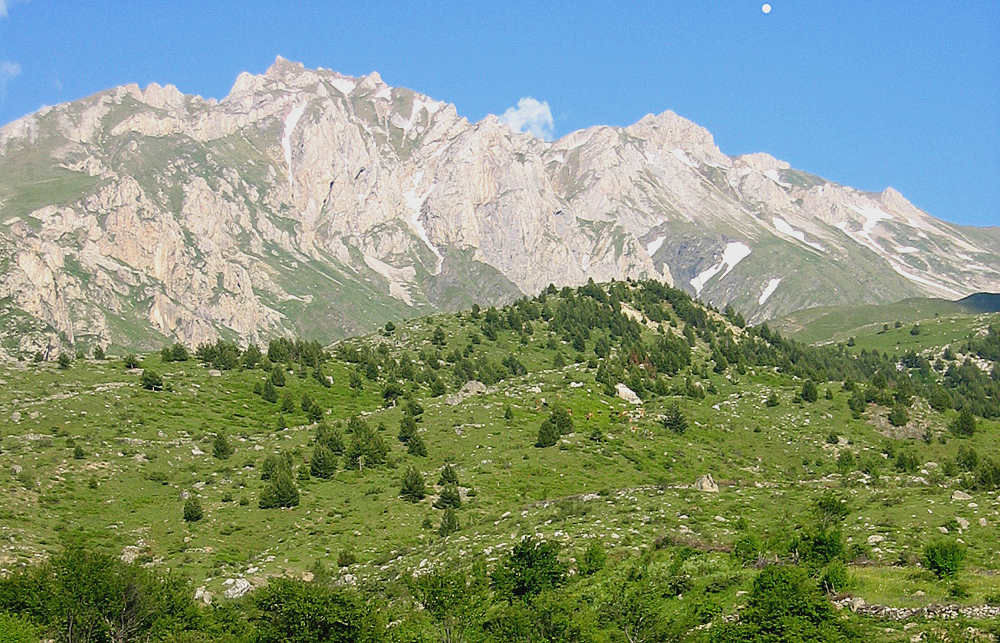
A Korab nyugatról
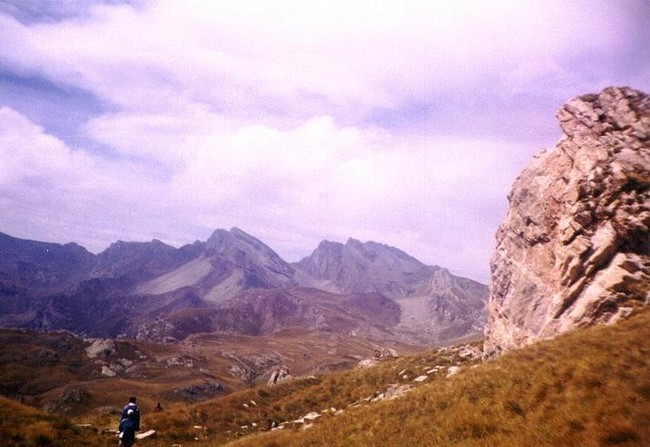
A kettős csúcs a macedón oldalról
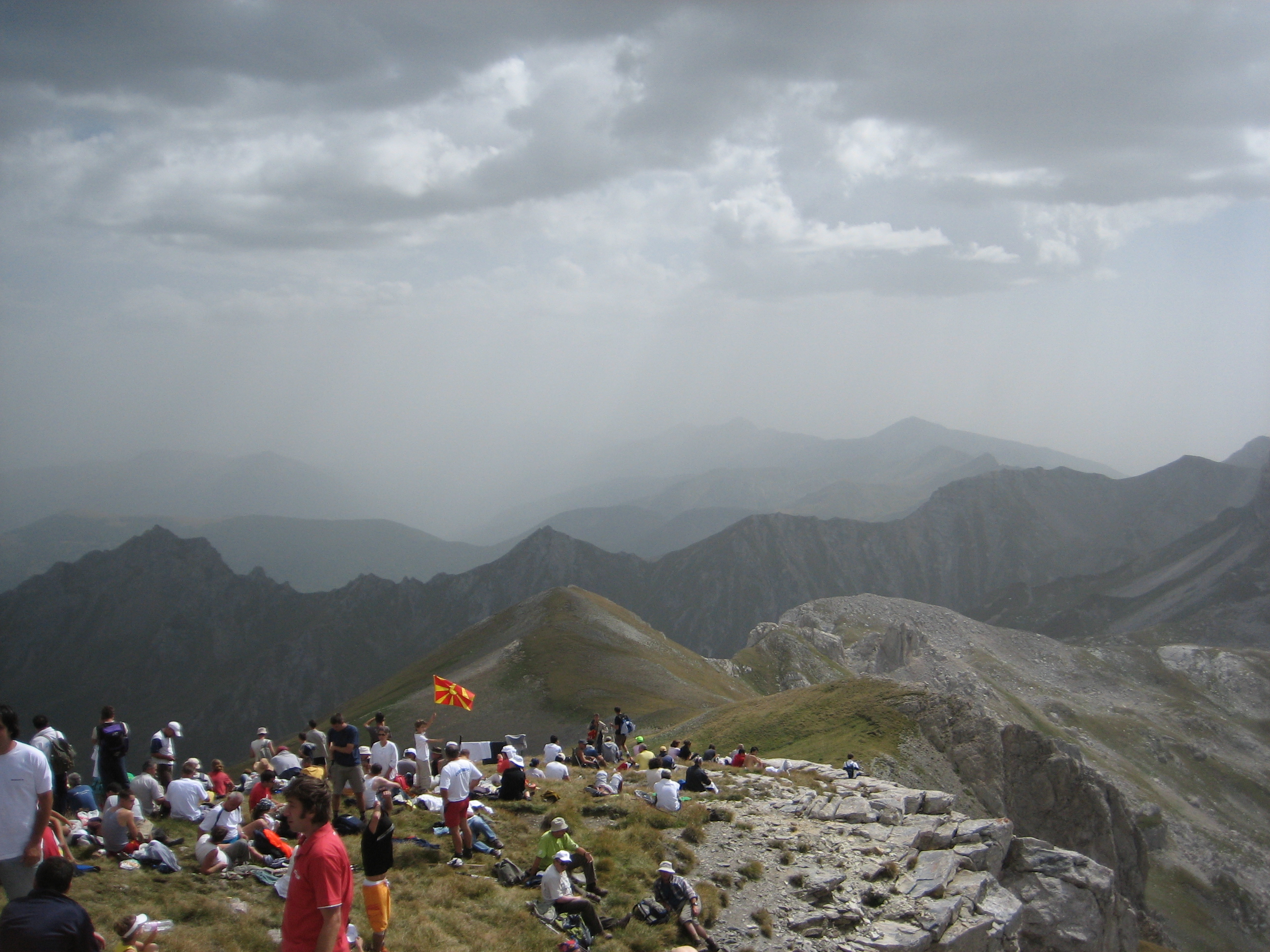
Találkozó a hegyen

## Fordítás
Ez a szócikk részben vagy egészben  a   Mount Korab című angol Wikipédia-szócikk ezen változatának fordításán alapul.  Az eredeti cikk szerkesztőit annak laptörténete sorolja fel. Ez a jelzés csupán a megfogalmazás eredetét és a szerzői jogokat jelzi, nem szolgál a cikkben szereplő információk forrásmegjelöléseként.